# 梁震 (五代)
梁震，邛州依政人。唐末五代荆南政权谋士。本名梁霭。
唐末，梁震进士及第，在后梁代唐后，梁震归乡，途经江陵被荆南节度使高季兴留下，高季兴对其非常器重。高季兴死后，高从诲即位，梁震隐退归乡。